# افکنش شدت بیشینه

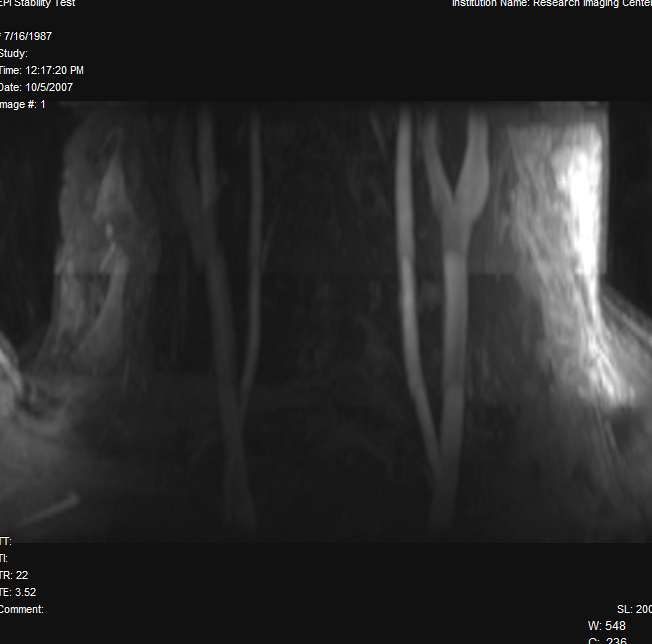
یک تصویر MIP از شریان کاروتید توسط ام آر آی در ۳ تسلا. آرتیفکت پرده کرکره‌ای (خطهای افقی در این تصویر) نیز نمایان است.

افکنش شدت بیشینه (به انگلیسی: Maximum Intensity Projection) یا به اختصار MIP، در علوم نرم‌افزار کاربردی نام یک الگوریتم پردازش تصویری است.
از این الگوریتم در انجیوگرافی تشدید مغناطیسی جهت تصویرگیری رگ‌های خونی و نیز در توموگرافی رایانه‌ای استفاده می‌شود.
این روش نخستین بار برای استفاده در پزشکی هسته‌ای توسط جرالد والیس در سال ۱۹۸۸ ابداع گردید. مقالهٔ وی در نشریه IEEE به چاپ رسید.

## چگونگی کارکرد
MIP یک الگوریتم پرتو افکنی (Ray tracing) می‌باشد. در MIP گروهی از پیکسل‌های مشابه در هر برش (مثلاً ام آر آی) انتخاب گشته و پیکسلی که شدت بیشینه دارد پیش افکنی (projected) می‌گردد. به‌طور مثال پیکسل (۱٫۱) در هر برش یا مقطع با پیکسل (۱٫۱) برش مجاور مقایسه می‌گردد. و این عمل مقایسه برای تمام برش‌ها تکرار شده و نقاط بیشینه یادداشت می‌گردند. از به هم پیوستن این نقاط بیشینه شدت در فضای واکسلی، تصویر نهایی حاصل می‌گردد که در آن رگ‌ها روشن دیده می‌شوند و زمینه بافتی در عوض تاریک است. دلیل روشن شدن رگ‌ها اثرات مغناطیسی توام با حرکت جریان درون آنهاست.

## برخی معایب
از نقاط ضعف این الگوریتم این است که گاهی چیزهای دیگری نیز غیر از رگهای خونی (مثل مثلاً چربی) شدت بالایی در تصویر به خود می‌گیرند. از دیگر معایب نسبی می‌توان اثرات اشباعی (saturation effects) که حاصل مغناطیس شدن مکرر توسط پالسهای RF می‌باشند را نام برد. گاهی نیز تصویر دچار آرتیفکت پرده کرکره‌ای (Venetian Blind Artefact) می‌گردد. این آرتیفکت ویژهٔ دنباله پالسی از نوع MOTSA است که برای کاهش اثرات اشباعی بکار می‌رود.